# SC Kriens
Sport Club Kriens – szwajcarski klub piłkarski z siedzibą w Kriens.

## Historia
Sport Club Kriens został założony 14 czerwca 1944. W 1959 klub awansował do czwartej ligi, a w 1972 do trzeciej ligi. W latach 1975–1981 i 1990-1993 Kriens występowało w drugiej lidze. W 1993 po raz pierwszy w swojej historii awansował do Nationalligi A. Pobyt w Nationallidze A trwał tylko sezon. Kriens zajęło 5. miejsce w grupie awans/spadek i pożegnało się ze szwajcarską ekstraklasą. Do pierwszej ligi Kriens powróciło w 1997. Tak jak poprzednio klub występował w Nationallidze A tylko przez sezon.
Potem przez kolejne 10 sezonów klub grał Nationallidze B, by w 2008 spaść do trzeciej ligi. Po roku Kriens powróciło do drugiej i występowało w niej do 2012, kiedy to ponownie spadł do 1. Liga Promotion.

## Sukcesy
- 2 sezony w Swiss Super League: 1993-1994, 1997-1998.

## Reprezentanci kraju grający w klubie
| - Fabio Coltorti - Stephan Keller - Patrick Bühlmann - Thomas Häberli - Joël Kiassumbua - Thomas Beck - Martin Stocklasa | - Benjamin Kibebe - Gabriel Urdaneta - Robert Popow - Augustine Ahinful - Adam Ndlovu - Agent Sawu |

## Sezony wSwiss Super League
| Sezon   | Uzyskane Miejsce |
| ------- | ---------------- |
| 1993-94 | 12 (spadek)      |
| 1997-98 | 10 (spadek)      |